# فو سی لانگ
فو سی لانگ (به لاتین: Phu Si Lung) یک کوه در ویتنام است که در استان لای چو واقع شده‌است. فو سی لانگ ۳٬۰۷۶ متر بالاتر از سطح دریا واقع شده‌است.